# Ковентри Сити
«Ко́вентри Си́ти» (полное название — Футбольный клуб «Ковентри Сити»; англ. Coventry City Football Club, английское произношение: [ˈkɒvəntri ˈsɪti 'futbɔ:l klʌb]) — английский профессиональный футбольный клуб из одноимённого города в графстве Уэст-Мидлендс. Основан 13 августа 1883 года.
Выступает в Чемпионшипе, втором по значимости дивизионе в системе футбольных лиг Англии.
Наивысшим достижением клуба считается победа со счётом 3:2 в финале Кубка Англии над клубом «Тоттенхэм Хотспур» в 1987 году.
С 1899 по 2005 года клуб проводил домашние матчи на стадионе «Хайфилд Роуд». С 2005 по 2013 год, с 2014 по 2019 год и с 2021 года домашним стадионом «Ковентри Сити» является «Рико Арена». С 2019 по 2021 год команда делила стадион «Сент-Эндрюс» с «Бирмингем Сити».

## История
Клуб был основан 13 августа 1883 года под названием «Сингерс». В 1898 году клуб переименован в «Ковентри Сити». Вступил в Футбольную Лигу в сезоне 1919/20, начав со Второго дивизиона Футбольной лиги.
До 1967 года клуб выступал в низших лигах английского футбола. В 1967 году небесно-голубые под руководством Джимми Хилла занимают первое место во Втором Дивизионе и впервые в истории выходят в высшую лигу чемпионата Англии. Тогда же в матче с «Вулверхэмптон Уондерерс» был установлен клубный рекорд посещаемости — на стадионе «Хайфилд» присутствовали 51 455 зрителей.
В 1970 году «Ковентри Сити» занял шестое место в Первой Футбольной лиге, являвшимся тогда высшим. Это достижение стало наивысшим в истории клуба. Благодаря этому «Ковентри Сити» в первый и последний раз получил право играть в еврокубке — Кубке Ярмарок, где во втором раунде команду поджидала знаменитая мюнхенская «Бавария». Несмотря на домашнюю победу со счётом 2:1, на выезде «небесно-голубые» были разгромлены 1:6 и выбыли из турнира.
В 1987 году «Ковентри» выиграл Кубок Англии по футболу, победив в финале на стадионе «Уэмбли» «Тоттенхэм Хотспур» со счётом 3:2. Но право играть в еврокубках команда не получила из-за запрета наложенного УЕФА на английские клубы после трагедии на «Эйзеле». В финале Charity Shield команда уступила «Эвертону» со счётом 0:1.
С тех пор «Ковентри Сити» не имел крупных успехов, борясь за выживание в высшем дивизионе. По итогам сезона 2000/01 клуб всё-таки вылетает из Премьер-лиги. На тот момент «Ковентри» без перерывов играл в высшем дивизионе английского футбола 34 года, дольше на тот момент не вылетали только «Эвертон», «Ливерпуль» и «Арсенал».

## Стадион
С 1899 до 2005 года «Ковентри Сити» выступал на стадионе «Хайфилд», вмещавший к закрытию 23 489 зрителей. В 2005 году команда переехала на новый стадион «Рико Арена» на 32 609 мест. «Хайфилд» в 2006 году был снесён, на месте автостоянки и трибун был построен жилой комплекс, но поле было сохранено.
Сезон 2013/2014 из-за разногласий с управляющей компанией «Арена Ковентри Лимитед» (англ. Arena Coventry Limited, ACL) по вопросам аренды команда была вынуждена выступать на стадионе «Сиксфилдс», деля его с клубом Нортгемптон Таун.
7 июля 2019 года по техническим причинам команда переехала на стадион «Сент-Эндрюс», где и проводит домашние матчи сезона 2019/20.

## Достижения
- Второй дивизион / Чемпионшип
  - Победитель: 1966/67
- Третий дивизион
  - Победитель (2): 1963/64, 2019/20
- Кубок Англии
  - Обладатель: 1986/87
- Трофей Английской футбольной лиги
  - Обладатель: 2016/17